# Janetiella fortiana
Janetiella fortiana är en tvåvingeart som beskrevs av Alessandro Trotter 1901. Janetiella fortiana ingår i släktet Janetiella och familjen gallmyggor.
Artens utbredningsområde är Grekland. Inga underarter finns listade i Catalogue of Life.